# Championnats du monde de cyclisme sur piste 1933
Navigation
Rome 1932 Leipzig 1934
Les Championnats du monde de cyclisme sur piste 1933 ont eu lieu du 11 au 15 août au Parc des Princes de Paris, en France,.
La finale de l'épreuve de demi-fond enregistre un nombre record de 30 000 spectateurs payants.

## Résultats

### Podiums professionnels
| Compétition | Or                       | Argent                  | Bronze                   |
| ----------- | ------------------------ | ----------------------- | ------------------------ |
| Vitesse     | Jef Scherens Belgique    | Lucien Michard France   | Albert Richter Allemagne |
| Demi-fond   | Charles Lacquehay France | Franco Giorgetti Italie | Erich Metze Allemagne    |

### Podiums amateurs
| Compétition | Or                          | Argent               | Bronze                        |
| ----------- | --------------------------- | -------------------- | ----------------------------- |
| Vitesse     | Jacobus van Egmond Pays-Bas | Roland Ulrich France | Anker Meyer Andersen Danemark |

## Tableau des médailles
| Rang | Nation    | Or | Argent | Bronze | Total |
| ---- | --------- | -- | ------ | ------ | ----- |
| 1    | France    | 1  | 2      | 0      | 3     |
| 2    | Belgique  | 1  | 0      | 0      | 1     |
| -    | Pays-Bas  | 1  | 0      | 0      | 1     |
| 4    | Italie    | 0  | 1      | 0      | 1     |
| 5    | Allemagne | 0  | 0      | 2      | 2     |
| 6    | Danemark  | 0  | 0      | 1      | 1     |

## Liste des engagés
D'après Midi olympique et  L'Auto :
- Vitesse amateurs (36 concurrents inscrits) :
  -  France. — Charles Rampelberg, Louis Chaillot, Maurice Perrin, Roland Ulrich.
  -  Italie. — Gino Bambagiotti, Benedetto Pola, Nino Mozzo, Mario Rosi.
  -  Danemark. — Chr. Béé Andersen, Anker Meyer Andersen, Carl Holm Petersen .
  -  Hongrie. — Mikios Nemet, Joseph Szucs, Imre Győrffy
  -  Pays-Bas. — Bernard Leene, Bernard Van Dyk, Jacobus van Egmond, Adrianns Van der Linden.
  -  Belgique. — Auguste Godefroid, Joseph Thomas.
  -  Argentine. — Oreste Isolio.
  -  Irlande. — Bertie Donnelly (en), Alcysins Donegan.
  -  Autriche. — August Schaffer, Franz Dusika.
  -  Allemagne. — Toni Merkens, Carl Lorenz, Karl Ungethum.
  -  Royaume-Uni. — Allan Stubbs, Arthur Sier, Dennis Horn.
  -  Luxembourg. —  Eugène Becker.
  -  Suisse — Werner Waegelin, Fritz Muller, Wener Walter, Ernest Ingold.

- Vitesse professionnels (24 inscrits) :
  -  France. — Lucien Michard, Louis Gérardin, Lucien Faucheux, Pierre Chapalain.
  -  Belgique. — Jef Scherens, Jacques Arlet.
  -  Italie. — Avanti Martinetti, Mario Bergamini, Francesco Malatesta, Pietro Linari.
  -  Pays-Bas. — Gerard Leene, Van den Heuvel, Nicolas Sliphorst, Peter Afopskops.
  -  Pologne. — Henryk Szamota.
  -  Danemark. — Willy Falk Hansen.
  -  États-Unis. — Serge Matteini.
  -  Royaume-Uni. — Sydney Cozens.
  -  Allemagne. — Peter Steffes, Mathias Engel, Albert Richter.
  -  Luxembourg. — Jean Majerus.
  -  Suisse. — Emil Richli, Joseph Dinkelkamp.

- Demi-fond
  -  France. — Charles Lacquehay, Georges Paillard, Robert Grassin (remplaçant).
  -  Italie. — Franco Giorgetti, Ardito Bresciani.
  -  Allemagne. — : Erich Möller, Erich Metze, Walter Sawall (remplaçant).
  -  Royaume-Uni. — Harry Grant
  -  Belgique. — Henri Wynsdau , Emile Thollembeek, Victor Linart (remplaçant).
  -  Pays-Bas. — Martinus Van der Wulp , Albertus De Graaf
  -  Suisse. — Henri Suter, Hans Gilgen, Adolf Laueppi (remplaçant).
  -  Espagne. — Cebrian Ferrer
  -  Hongrie. — Bela Szekeres